# Edward van de Vendel

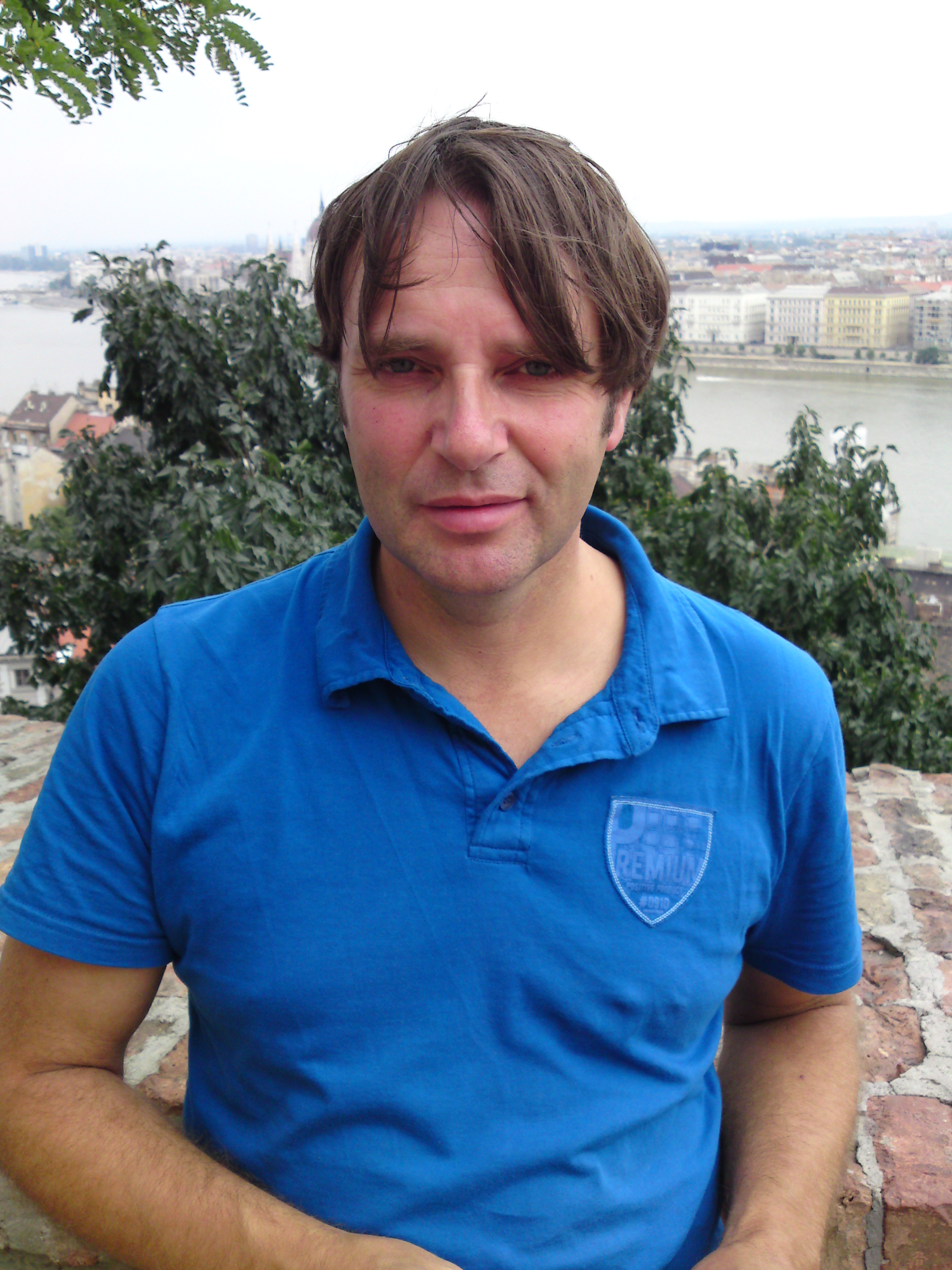
Edward van de Vendel (2009)

Edward van de Vendel (* 1. August 1964 in Leerdam) ist ein niederländischer Schriftsteller von Bilder-, Kinder- und Jugendbüchern.

## Leben und Werk
Edward van de Vendel gründete mit einem Kollegen eine Grundschule in Heemstede, die er vier Jahre lang leitete. 1996 erschien sein erstes Buch, Betrap me. 2001 gab er den Lehrerberuf auf und widmete sich vollkommen dem Schreiben. Sein schriftstellerisches Werk umfasst Kinderbücher, Kinderlyrik, Jugendbücher sowie Sachbücher. Sein Buch Twice oder cooler als Eis war 2005 offizielles Geschenkbuch der niederländischen Kinderbuchwoche und wurde in einer Auflage von 390.000 Exemplaren gedruckt. In den Niederlanden sind seine Bücher fast ausschließlich bei seinen Stammverlagen Querido und De Eenhoorn erschienen. Bis heute hat Edward van de Vendel mehr als 50 Bücher für Kinder und Jugendliche geschrieben. Der Großteil davon sind Bilderbücher und Kinderbücher.
Edward van de Vendels Bücher sind in dreizehn Sprachen übersetzt (Deutsch, Englisch, Bokmal, Spanisch, Portugiesisch, Französisch, Italienisch, Norwegisch, Dänisch, Chinesisch, Georgisch, Katalanisch, Slowenisch). In deutscher Übersetzung liegen bislang elf Bücher von Edward van de Vendel vor, die alle von Rolf Erdorf übersetzt wurden: Spring, wenn du dich traust (2001, 2008 Neuausgabe unter dem Titel Die Tage der Bluegrass-Liebe), Was ich vergessen habe (2004), Anna Maria Sofia und der kleine Wim (2006), Großvater, Kleinvater (2007), Zwei Millionen Schmetterlinge (2007), Superguppy (2008), Twice oder cooler als Eis (2008), Die langen Nächte der Stille (2009), Lieb sein, Superguppy (2011), Der Glücksfinder (2011) und Die Taube, die sich nicht traute (2011). Deutscher Stammverlag von Edward van de Vendel ist der Carlsen Verlag – hier sind sieben seiner Bücher erschienen: die Jugendbücher Spring, wenn du dich traust, Die langen Nächte der Stille und Der Glücksfinder, die Kinderbücher Was ich vergessen habe und Twice oder cooler als Eis, und außerdem die Bilderbücher Anna Maria Sofia und der kleine Wim und Großvater, Kleinvater. Daneben publizierte der Boje Verlag das Bilderbuch Zwei Millionen Schmetterlinge und die beiden Kinderlyrik-Bände Superguppy und Lieb sein, Superguppy. Beim Gerstenberg Verlag erschien sein Bilderbuch Die Taube, die sich nicht traute. Außerdem erschien 2012 unter dem Titel Hier wohnt mein Glück – Gedichte für Kinder und Erwachsene in Deutschland ein von Edward van de Vendel und Natalie Tornai herausgegebener Sammelband mit Gedichten verschiedener Autoren, auch von Edward van de Vendel. Mit Ein Hund wie Sam (Illustration: Philip Hopman, Übersetzung ins Deutsche: Rolf Erdorf) erscheint im August 2013 das zwölfte Buch von Edward van de Vendel in deutscher Übersetzung.
2015 war er Jurymitglied der Auszeichnung Das außergewöhnliche Buch des Kinder- und Jugendprogramms des Internationalen Literaturfestivals Berlin.
Edward van de Vendel war 2005 für den Deutschen Jugendliteraturpreis für sein Buch Was ich vergessen habe nominiert, und außerdem 2011 und 2012 für den Astrid-Lindgren-Gedächtnis-Preis. In den Niederlanden wurde er für sein Werk bislang sieben Mal mit dem Zilveren Griffel (2001, 2004, 2008–2012), drei Mal mit dem Gouden Zoen (1999, 2000, 2007), sowie einmal mit dem Woutertje Pieterse Prijs (2004) ausgezeichnet. Edward van de Vendel lebt in Rotterdam.

## Kritiken
Was ich vergessen habe (2004)

„In unverbrauchten Bildern, die Rolf Erdorf in leichtem Erzählton wiedergibt, schildert Edward van de Vendel die Erlebnis- und Gefühlswelt der Kinder und schreibt von der (Wieder-) Annäherung an einen fremd gewordenen Großvater. Ein anrührender Roman über Freundschaft, Liebe und Familie.“

Großvater, Kleinvater (2007)

„Wie viele Grossväter wohl diesen Hinweis sehen? Sie alle müssten das Buch in eigener Sache gleich verschenken wollen, denn ein sensibleres Bilderbuch über den Vater vom Vater hat es kaum je gegeben. [...] Die Ambivalenz des Grossvaters, die vielschichtige Beziehung zum Enkel, die Offenheit für Schwächen, all das zeigt Ingrid Godon überzeugend einfach: mit reduzierten Szenen, in warmen Farben, karg und bedeckt. Ein Bilderbuch, warmherzig und doch klärend.“

Superguppy (2008)

„Mit Charme und viel Sprachwitz besingt Edward van de Vendel die Dinge des Alltags. Die originellen Gedichte und Fleur van der Weels herrlich komische Illustrationen bilden eine seltene Einheit von Sprach- und Bildgestaltung.“

„Riesenspaß macht auch die Lektüre der Gedichte des Niederländers Edward van de Vendel. Seine Verse schwingen hin und her zwischen Sprachspielerei und Poesie, wie man sie Kindern nicht besser in den Mund legen könnte.“

Der Glücksfinder (2011)

„Der Glücksfinder ist ein Buch, das man atemlos liest, weil es trotz des zermürbenden Geschehens einen liebenswürdigen Heranwachsenden schildert, der wie alle jungen Menschen seines Alters Flausen im Kopf hat und in der Lage ist, die harschen Prinzipien der Erwachsenen phantasievoll zu unterlaufen. Daneben aber begreift Hamayun, dass es vor allem die Familie ist, die ihm außerhalb seiner Heimat Halt zu geben vermag. So entwickelt er, als er die Hilflosigkeit seiner Eltern kaum mehr ertragen kann, so viel Verantwortungsbewusstsein, dass alle davon profitieren. Das alles ist in so frischen, lebensvollen Bildern geschildert, dass man nicht anders kann, als sich in den Jungen hineinzuversetzen und mit ihm auf einen glücklichen Ausgang seiner traumatischen Erlebnisse zu hoffen. Daneben ist Der Glücksfinder ein Buch, aus dem man endlich Genaueres darüber erfährt, was es heißt, sein angestammtes Zuhause verlassen zu müssen, und auf welchen verschlungenen Pfaden Afrikaner, Russen, Rumänen und viele andere schließlich bei uns landen. Beide Autoren haben zudem eine Form gewählt, die den Fernsehgewohnheiten der jungen Leser entgegenkommt: szenische Momentaufnahmen, die besser als jeder Text tiefe Einblicke in eine andere Art zu leben ermöglichen.“

## Bibliografie
| 1996 | Betrap me!                                                | Hanneke van der Hoeven                                   | Querido                      | ISBN 90-214-8491-9     |      |                                                            |             |                        |             | Lyrik für Kinder                                                                                            |  |  |
| 1998 | Bijna alle sleutels                                       | Sylvia Weve                                              | Querido                      | ISBN 90-214-8492-7     |      |                                                            |             |                        |             | |  |  |
| 1998 | Gijsbrecht                                                | Hanneke van der Hoeven                                   | Querido                      | ISBN 90-214-8509-5     |      |                                                            |             |                        |             | Neufassung des Dramas von Joost van den Vondel                                                              |  |  |
| 1999 | Jaap deelt klappen uit                                    | Jan Jutte                                                | Querido                      | ISBN 90-214-8493-5     |      |                                                            |             |                        |             | |  |  |
| 1999 | De dagen van de bluegrass liefde                          |                                                          | Querido                      | ISBN 90-214-8510-9     | 2001 | Spring, wenn du dich traust                                | Carlsen     | ISBN 978-3-551-58073-3 | Rolf Erdorf | 2008 deutsche Neuausgabe unter dem Titel Die Tage der Bluegrass-Liebe                                       |  |  |
| 2000 | Aanhalingstekens                                          |                                                          | Querido                      | ISBN 90-214-8527-3     |      |                                                            |             |                        |             | |  |  |
| 2000 | Dom konijn                                                | Gerda Dendooven                                          | Querido                      | ISBN 90-214-8528-1     |      |                                                            |             |                        |             | |  |  |
| 2001 | Wat ik vergat                                             |                                                          | Querido                      | ISBN 90-214-8501-X     | 2004 | Was ich vergessen habe                                     | Carlsen     | ISBN 978-3-551-55236-5 | Rolf Erdorf | |  |  |
| 2002 | Pup en Kit                                                | Geert Vervaeke                                           | De Eenhoorn                  | ISBN 90-5838-129-3     |      |                                                            |             |                        |             | |  |  |
| 2002 | Slik gerust een krijtje in!                               | Alice Hoogstad                                           | Querido                      | ISBN 90-451-0131-9     |      |                                                            |             |                        |             | |  |  |
| 2003 | Resus                                                     | Sylvia Weve                                              | Querido                      | ISBN 90-451-0056-8     |      |                                                            |             |                        |             | |  |  |
| 2003 | Superguppie                                               | Fleur van der Weel                                       | Querido                      | ISBN 90-451-0042-8     | 2008 | Superguppy                                                 | Boje        | ISBN 978-3-414-82152-2 | Rolf Erdorf | Gedichte für Kinder                                                                                         |  |  |
| 2003 | Het woei                                                  | Isabelle Vandenabeele                                    | De Eenhoorn                  | ISBN 90-5838-204-4     |      |                                                            |             |                        |             | |  |  |
| 2003 | Rood Rood Roodkapje                                       | Sebastiaan Van Doninck                                   | De Eenhoorn                  | ISBN 90-5838-201-X     |      |                                                            |             |                        |             | |  |  |
| 2004 | Zootje was hier                                           | Carll Cneut                                              | De Eenhoorn                  | ISBN 90-5838-246-X     |      |                                                            |             |                        |             | |  |  |
| 2004 | Prins Nul                                                 | Marc Terstroet                                           | Zwijsen                      | ISBN 90-276-7546-5     |      |                                                            |             |                        |             | |  |  |
| 2004 | Anna Maria Sofia en de kleine Cor                         | Ingrid Godon                                             | Querido                      | ISBN 90-451-0119-X     | 2006 | Anna Maria Sofia und der kleine Wim                        | Carlsen     | ISBN 978-3-551-51655-8 | Rolf Erdorf | |  |  |
| 2004 | Gloeiende voeten                                          |                                                          | Querido                      | ISBN 90-451-0124-6     |      |                                                            |             |                        |             | |  |  |
| 2004 | De lol                                                    | Martijn van der Linden                                   | Zwijsen                      | ISBN 90-276-7920-7     |      |                                                            |             |                        |             | |  |  |
| 2004 | Lied voor girafje                                         | Sebastiaan Van Doninck                                   | De Eenhoorn                  | ISBN 90-5838-271-0     |      |                                                            |             |                        |             | |  |  |
| 2005 | Gooi dit boek maar uit het raam                           | Anjo Mutsaars                                            | Zwijsen                      | ISBN 90-276-6025-5     |      |                                                            |             |                        |             | |  |  |
| 2005 | Superguppie krijgt kleintjes                              | Fleur van der Weel                                       | Querido                      | ISBN 90-451-0178-5     | 2011 | Lieb sein, Superguppy                                      | Boje        | ISBN 978-3-414-82257-4 | Rolf Erdorf | Lyrik für Kinder                                                                                            |  |  |
| 2005 | Wat rijmt er op puree?                                    | Peter van Dongen                                         | CPNB                         | ISBN 90-5965-017-4     | 2008 | Twice oder cooler als Eis                                  | Carlsen     | ISBN 978-3-551-55346-1 | Rolf Erdorf | Offizielles Geschenkbuch der niederländischen Kinderbuchwoche 2005 mit einer Auflage von 390.000 Exemplaren |  |  |
| 2005 | Van de jongen die een eikenhouten stoeltje at             | Gerda Dendooven                                          | De Eenhoorn                  | ISBN 90-5838-321-0     |      |                                                            |             |                        |             | |  |  |
| 2006 | Ons derde lichaam                                         |                                                          | Querido                      | ISBN 90-451-0316-8     | 2009 | Die langen Nächte der Stille                               | Carlsen     | ISBN 978-3-551-58183-9 | Rolf Erdorf | |  |  |
| 2006 | Chatbox                                                   |                                                          | Querido                      | ISBN 90-451-0317-6     |      |                                                            |             |                        |             | |  |  |
| 2006 | Hagedissie het bijzonderwonder                            | Sebastiaan Van Doninck                                   | De Eenhoorn                  | ISBN 90-5838-346-6     |      |                                                            |             |                        |             | |  |  |
| 2006 | Een griezelmeisje                                         | Isabelle Vandenabeele                                    | De Eenhoorn                  | ISBN 90-5838-352-0     |      |                                                            |             |                        |             | |  |  |
| 2006 | Een verhaal met een tong                                  |                                                          | Lemniscaat / Kidsbibliotheek | ISBN 90-5637-835-X     |      |                                                            |             |                        |             | |  |  |
| 2007 | Kleinvader                                                | Ingrid Godon                                             | Querido                      | ISBN 978-90-451-0384-6 | 2007 | Großvater, Kleinvater                                      | Carlsen     | ISBN 978-3-551-51696-1 | Rolf Erdorf | |  |  |
| 2007 | Waar kunnen we hier een standbeeld krijgen?               | Peter van Dongen                                         | Querido                      | ISBN 978-90-451-0426-3 |      |                                                            |             |                        |             | |  |  |
| 2007 | Vanwege de liefde                                         | Klaas Verplancke                                         | De Eenhoorn                  | ISBN 978-90-5838-401-0 |      |                                                            |             |                        |             | |  |  |
| 2007 | Een miljoen vlinders                                      | Carll Cneut                                              | De Eenhoorn                  | ISBN 978-90-5838-434-8 | 2007 | Zwei Millionen Schmetterlinge                              | Boje        | ISBN 978-3-414-82087-7 | Rolf Erdorf | |  |  |
| 2007 | De Hamburger Files                                        |                                                          | Averbode                     | ISBN 978-90-317-2507-6 |      |                                                            |             |                        |             | |  |  |
| 2007 | Winterhaas                                                | Sebastiaan Van Doninck                                   | Blue in Green                | ISBN 978-90-77065-75-4 |      |                                                            |             |                        |             | |  |  |
| 2008 | Voor jou, voor wie anders                                 | Martijn van der Linden                                   | Lemniscaat                   | ISBN 978-90-477-0083-8 |      |                                                            |             |                        |             | |  |  |
| 2008 | De groeten van Superguppie                                | Fleur van der Weel                                       | Querido                      | ISBN 978-90-451-0566-6 |      |                                                            |             |                        |             | Lyrik für Kinder                                                                                            |  |  |
| 2008 | De gelukvinder                                            |                                                          | Querido                      | ISBN 978-90-451-0591-8 | 2011 | Der Glücksfinder                                           | Carlsen     | ISBN 978-3-551-58215-7 | Rolf Erdorf | Text zusammen mit Anoush Elman                                                                              |  |  |
| 2008 | Opa laat zijn tenen zien                                  | Floor de Goede                                           | Querido                      | ISBN 978-90-451-0655-7 |      |                                                            |             |                        |             | |  |  |
| 2008 | Django heet Django                                        | Lilian Brøgger                                           | De Eenhoorn                  | ISBN 978-90-5838-497-3 |      |                                                            |             |                        |             | |  |  |
| 2008 | Wie wil er met ons trouwen?                               | Peter van Dongen                                         | Querido                      | ISBN 978-90-451-0738-7 |      |                                                            |             |                        |             | |  |  |
| 2009 | Django en de papegaai                                     | Lilian Brøgger                                           | De Eenhoorn                  | ISBN 978-90-5838-538-3 |      |                                                            |             |                        |             | |  |  |
| 2009 | Onder schot                                               |                                                          | Leopold                      | ISBN 978-90-258-5525-3 |      |                                                            |             |                        |             | |  |  |
| 2009 | Welterusten iedereen                                      | Sebastiaan Van Doninck                                   | De Eenhoorn                  | ISBN 978-90-5838-564-2 |      |                                                            |             |                        |             | |  |  |
| 2009 | Ajax wint altijd                                          | Louis van der Vuurst (Fotos)                             | Querido                      | ISBN 978-90-451-0991-6 |      |                                                            |             |                        |             | |  |  |
| 2009 | Fluit zoals je bent – gedichten                           | Carll Cneut                                              | Querido, De Eenhoorn         | ISBN 978-90-451-1046-2 | 2012 | Hier wohnt mein Glück – Gedichte für Kinder und Erwachsene | Bloomsbury  | ISBN 978-3-8270-5536-1 |             | Deutsche Fassung herausgegeben von Edward van de Vendel und Natalie Tornai                                  |  |  |
| 2010 | Draken met stekkers                                       | Floor de Goede                                           | Querido                      | ISBN 978-90-451-1038-7 |      |                                                            |             |                        |             | |  |  |
| 2010 | Hoera voor Superguppie!                                   | Fleur van der Weel                                       | Querido                      | ISBN 978-90-451-1089-9 |      |                                                            |             |                        |             | Lyrik für Kinder                                                                                            |  |  |
| 2010 | Sofie en de pinguïns                                      | Floor de Goede (Illustration), Ype + Willem (Fotografie) | Querido                      | ISBN 978-90-451-1131-5 |      |                                                            |             |                        |             | |  |  |
| 2011 | Toen kwam Sam                                             | Philip Hopman                                            | Querido                      | ISBN 978-90-451-1241-1 | 2013 | Ein Hund wie Sam                                           | Carlsen     | ISBN 978-3-551-55647-9 | Rolf Erdorf | erschien im August 2013 in deutscher Übersetzung                                                            |  |  |
| 2011 | De duif die niet kon duiken                               | Alain Verster                                            | De Eenhoorn                  | ISBN 978-90-5838-691-5 | 2012 | Die Taube, die sich nicht traute                           | Gerstenberg | ISBN 978-3-8369-5419-8 | Rolf Erdorf | |  |  |
| 2011 | De dokter en het leger van Davy                           | Pieter Van Eenoge                                        | De Eenhoorn                  | ISBN 978-90-5838-724-0 |      |                                                            |             |                        |             | |  |  |
| 2012 | De raadsels van Sam                                       | Philip Hopman                                            | Querido                      | ISBN 978-90-451-1325-8 |      |                                                            |             |                        |             | |  |  |
| 2012 | Dertien rennende hertjes                                  | Mattias De Leeuw                                         | De Eenhoorn                  | ISBN 978-90-5838-796-7 | 2014 | Lena und das Geheimnis der blauen Hirsche                  | Gerstenberg |                        |             | |  |  |
| 2012 | Sofie en het vliegende Jongetje                           | Floor de Goede (Illustration), Ype + Willem (Fotos)      | Querido                      | ISBN 978-90-451-1377-7 |      |                                                            |             |                        |             | |  |  |
| 2012 | Hallo                                                     | Fleur van de Weel                                        | Stichting                    | ISBN 978-90-5965-169-2 |      |                                                            |             |                        |             | |  |  |
| 2013 | Het hondje dat nino niet had                              | Anton Van Hertbruggen                                    | De Eenhoorn                  |                        | 2015 | Der Hund, den Nino nicht hatte                             | Bohem Press | ISBN 978-3-85581-552-4 | Rolf Erdorf | |  |  |
| 2013 | Mijn fijne geluidenboekje                                 | Mattias De Leeuw                                         | De Eenhoorn                  |                        |      |                                                            |             |                        |             | |  |  |
| 2013 | Vrouwen zijn de baas van de wereld (en ik heb het bewijs) | Jelle Kindt                                              | De Eenhoorn                  |                        |      |                                                            |             |                        |             | |  |  |
| 2015 | Het Kankerkampioenschap voor junioren                     |                                                          | Querido                      | ISBN 978-90-451-1780-5 | 2015 | Krebsmeisterschaft für Anfänger                            | Carlsen     | ISBN 978-3-551-58350-5 | Rolf Erdorf | |  |  |
| 2022 | Misjka                                                    | Annet Schaap (Illustration)                              | Querido                      |                        | 2023 | Mischka                                                    | Thienemann  | ISBN 978-3-522-18651-3 | Rolf Erdorf | Text zusammen mit Anoush Elman                                                                              |  |  |

## Auszeichnungen
- 1999: Gouden Zoen für Gijsbrecht
- 2000: Gouden Zoen für Spring, wenn du dich traust
- 2001: Zilveren Griffel für Dom konijn
- 2004: Zilveren Griffel für Superguppy
- 2004: Woutertje Pieterse Prijs für Superguppy
- 2005: Buch des Monats des Instituts für Jugendliteratur im Januar für Was ich vergessen habe
- 2005: Nominierung für den Deutschen Jugendliteraturpreis für Was ich vergessen habe in der Kategorie Kinderbuch
- 2006: Buch des Monats des Instituts für Jugendliteratur im Mai für Anna Maria Sofia und der kleine Wim
- 2007: Gouden Zoen für Die langen Nächte der Stille
- 2008: Zilveren Griffel für Zwei Millionen Schmetterlinge
- 2008: Buch des Monats des Instituts für Jugendliteratur im November für Superguppy
- 2008: LesePeter im Mai für Twice oder cooler als Eis
- 2009: Zilveren Griffel für Opa laat zijn tenen zien
- 2009: Glazen Globe für Der Glücksfinder
- 2010: Zilveren Griffel für Fluit zoals je bent
- 2010: Jenny Smelik-IBBY-Preis für Der Glücksfinder
- 2011: Zilveren Griffel für Hoera voor Superguppie!
- 2011: Esel des Monats im September für Der Glücksfinder
- 2011: Nominierung für den Astrid-Lindgren-Gedächtnis-Preis in der Kategorie Autor
- 2012: Zilveren Griffel für Ein Hund wie Sam
- 2012: Empfehlung von Der Glücksfinder im Januar durch die Stiftung Lesen
- 2012: LesePeter im August für Die Taube, die sich nicht traute
- 2012: Nominierung für den Astrid-Lindgren-Gedächtnis-Preis in der Kategorie Autor
- 2016: Deutscher Jugendliteraturpreis für Der Hund, den Nino nicht hatte
- 2024: Nominierung für den Deutschen Jugendliteraturpreis für Mischka in der Kategorie Kinderbuch
- 2024: Theo Thijssenprijs

## Festivalteilnahmen
- 2006: Kinder- und Jugendprogramm des 6. internationalen literaturfestivals berlin
- 2009: 3. Münchner Bücherschau Junior im März
- 2011: Kinder- und Jugendprogramm des 11. internationalen literaturfestivals berlin